# Bomarea patinii
Bomarea patinii — вид многолетних листопадных клубневых лиан рода Бомарея семейства Альстрёмериевые.
В русскоязычной литературе этот вид может описываться под устаревшим названием: Бомарея кистевидная.

## Ботаническое описание
Клубневая многолетняя травянистая лиана. Стебли красные, прямые или обвивающие опору, длиной около 2-3 м. Листья узколанцетные, средне-зелёного цвета, около 13 см длиной, иногда с лёгким опушением на нижней стороне. Цветки узкие колокольчатые, 6 см длиной, снаружи шарлатовые, в основании жёлтые с коричневым точечным рисунком, слабо зигоморфные. Многоцветковые кистевидные цимозные соцветия из 40 и более цветков. Цветёт летом. Растение холодостойкое до 0 °С.

## Ареал
Обитает в Колумбии.

## Применение в культуре
Для вертикального озеленения. В условиях умеренного климата: летом — как контейнерное растение в саду, на террасе, для перезимовки установить в холодную теплицу; В более тёплых безморозных областях сажают в открытый грунт; применяют для озеленения стен, пергол, арок.

## Агротехника
Посадка. Для посадки используют обычный питательный садовый субстрат с добавлением крупного промытого песка, сажают на солнечном месте, слегка затенённом в полдень. Растение нуждается в опоре.
Уход. В период роста обильно поливают, подкармливают 1 раз в месяц жидким комплексным удобрением. Зимой полив сократить, субстрат должен быть только слегка влажный. Усохшие побеги срезать у поверхности субстрата.
Пересаживание. Ранней весной пересаживают в свежий субстрат, или меняют только верхний слой почвы в горшке.
Размножение. Семенами — весной, посев при температуре 13-16 °С. Делением клубней у хорошо разросшихся растений при весенней пересадке.
Болезни и вредители. При содержании в помещениях: теплицах и зимних садах поражается клещиком (лат. Tetranychus urticae), белокрылкой (лат. Trialeurodes vaporariorum), тлёй (лат. Aphididae).